# Elaphria micromma
Elaphria micromma är en fjärilsart som beskrevs av Dyar 1914. Elaphria micromma ingår i släktet Elaphria och familjen nattflyn. Inga underarter finns listade i Catalogue of Life.